# Луценко, Александр Устимович
Александр Устимович Луценко (20 марта 1911, Елизаветград — 24 февраля 2001, Одесса) — советский актёр театра и кино. Народный артист Украинской ССР (1971).

## Биография
Родился в 1911 году в Елизаветграде.
С 1930 — актёр Одесского украинского музыкально-драматического театра. Кроме работы в театре с конца 1930-х годов снимался в кино.
За 30 лет на сцене театра сыграл более 100 ролей, при этом более 300 рез исполнил роль Ленина в различных постановках.

В каждой роли достигал психологической глубин образа. В палитре вытравления актёрских средств преобладали крупные мазки, что добавляло его персонажам героической возвышенности.— Энциклопедия современной Украины
В 1960 году награждён орденом Трудового Красного Знамени, в 1971 году удостоен звания Народный артист Украинской ССР.
Умер в 2001 году в Одессе.

## Фильмография
- 1938 — Морской пост — Алим Тагиров, краснофлотец
- 1947 — Голубые дороги — матрос
- 1958 — Смена начинается в шесть — эпизод
- 1959 — Зелёный фургон — Иван Николаевич, бывший начальник Севериновского розыска
- 1960 — Ребята с Канонерского — Александр Степанович, директор тракторного завода
- 1961 — Полосатый рейс — эпизод, фотограф на пляже
- 1962 — Чудак-человек — рассказчик
- 1963 — Мечте навстречу — учёный
- 1975 — Дума о Ковпаке — Опанасенко